# 贾志杰
贾志杰（1935年—），吉林扶余人，中华人民共和国政治人物。

## 生平
1955年，贾志杰毕业于苏联莫斯科石油学院机械系石油化工机械制造专业。1960年，回国供职兰州石油化工机器厂。1982年，升任厂长。1983年，担任中共甘肃省委副书记。1986年，担任甘肃省省长。1992年，改任中共湖北省委副书记、湖北省代省长、省长、省委书记。2001年3月15日，在第九届全国人大第四次会议上，他当选第九届全国人民代表大会常务委员会委员。